# Kozji rog
Kozji rog (kozorog; lat. Proboscidea), biljni rod iz porodice martinijevki. Postoji sedam priznatih vrsta uresnog jednogodišnjeg raslinja i trajnica rasprostranjenih po Sjevernoj Americi gdje su poznate kao đavolja kandža, isto kao i afrička vrsta Harpagophytum procumbens.
Plodovi ovih vrsta su jestivi. Kod Indijanaca Papago, Areneño (Hia ced O'odham), Chemehuevi, Kawaiisu, Owens Valley Paiute, Tübatulabal, Havasupai, i Pima koristile su se u prehrani i košaraštvu.

## Opis
Većina vrsta ima velike ljubičaste ili kremasto bijele cvjetove. Biljka jednorog često se uzgaja zbog svojih plodova, koji su viseće, drvenaste mahune nalik rogovima s debelim tijelom, duge 7 do 10 cm (3 do 4 inča), koje završavaju zakrivljenim kljunom jednake ili čak veće duljine. Kada se osuši, kljun se razdvaja na dva dodatka nalik kandžama.

## Vrste
1. Proboscidea althaeifolia (Benth.) Decne.
2. Proboscidea diversifolia Hevly
3. Proboscidea louisianica (Mill.) Thell.
4. Proboscidea parviflora (Wooton) Wooton & Standl.
5. Proboscidea sabulosa Correll
6. Proboscidea spicata Correll
7. Proboscidea triloba (Schltdl. & Cham.) Decne.